# Frederiksberg (parochie)
Frederiksberg is een parochie van de Deense Volkskerk in de Deense gemeente Frederiksberg. De parochie maakt deel uit van het bisdom Kopenhagen en telt 10615 kerkleden op een bevolking van 15825 (2012). De parochie werd tot 1970 gerekend onder Sokkelund Herred. In dat jaar werd de parochie opgenomen in de gemeente Frederiksberg.
Frederiksberg werd in 1737 een zelfstandige parochie als afsplitsing van de parochie van de Domkerk van Kopenhagen. Tot in de laatste decennia van de 19e eeuw bleef Frederiksberg een zeer uitgestrekte parochie aan de zuidwestkant van Kopenhagen.  Vanaf 1880 werden meerdere parochies afgesplitst waaronder Sankt Matthæus, Sankt Lukas, Sankt Thomas en Sankt Markus. De parochiekerk van Frederiksberg dateert uit 1734.